# Gare de l'Oasis
La Gare de l'Oasis est une gare ferroviaire se situant dans le quartier Oasis de Casablanca. Elle a vu son trafic largement augmenter durant ces dernières années.

## Histoire
La nouvelle gare rénovée a été inauguré le 4 janvier 2005 après d'importants travaux de modernisation qui ont duré 12 mois et dans lesquels l'ONCF a investi un total de 13 millions de MAD. Cette rénovation a pour objectif de décongestionner les stations de Casa Port et de Casa Voyageurs.

## Intermodalité
La gare est desservie par une station de la ligne  T1  du tramway : Gare de l'Oasis.
Elle est également desservie par les bus Casabus : lignes  72 ,  106  et  200 . La ligne  309  dessert le boulevard Taddart, à 500 mètres à l'est.